# Pueblo Viejo (Veracruz)
Pueblo Viejo é uma cidade do estado de Veracruz, no México. 
Em 2005, o município possuía um total de 52.593 habitantes.